# 苏维涅 (安德尔-卢瓦尔省)
苏维涅（法語：Souvigné，法語發音：[suviɲe]）是法国安德尔-卢瓦尔省的一个市镇，属于图尔区。

## 地理
苏维涅（47°31'15"N, 0°23'54"E）面积24.41 平方千米，位于法国中央-卢瓦尔河谷大区安德尔-卢瓦尔省，该省份为法国中西部省份，北起萨尔特省、东北接卢瓦-谢尔省，东南接安德尔省，南至维埃纳省，西临曼恩-卢瓦尔省。
与苏维涅接壤的市镇（或旧市镇、城区）包括：昂比尤、布雷什、拉瓦利耶尔堡、克莱雷莱潘、库埃姆、图赖讷地区库尔塞勒、松宰。

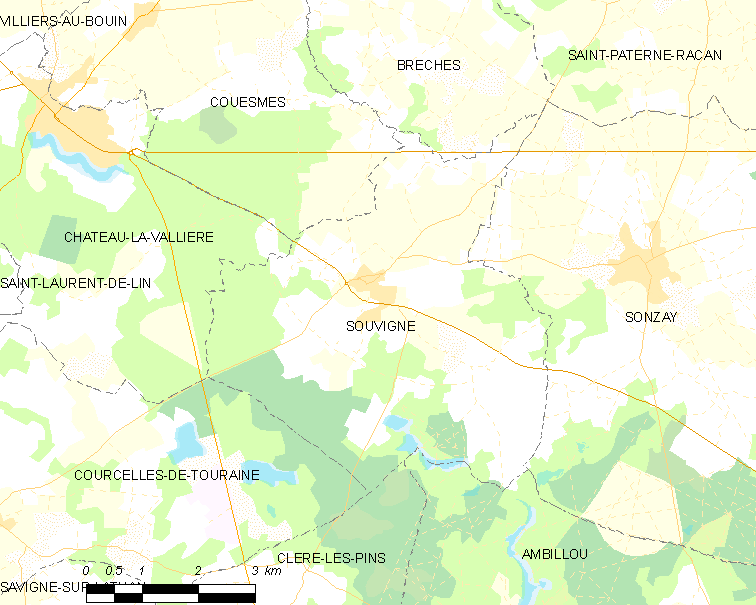
的OSM定位图

苏维涅的时区为UTC+01:00、UTC+02:00（夏令时）。

## 行政
苏维涅的邮政编码为37330，INSEE市镇编码为37251。

## 政治
苏维涅所属的省级选区为朗热县。

## 人口

1962-2008年间人口变化图示

苏维涅于2022年1月1日时的人口数量为932人。